# Gregorián ének

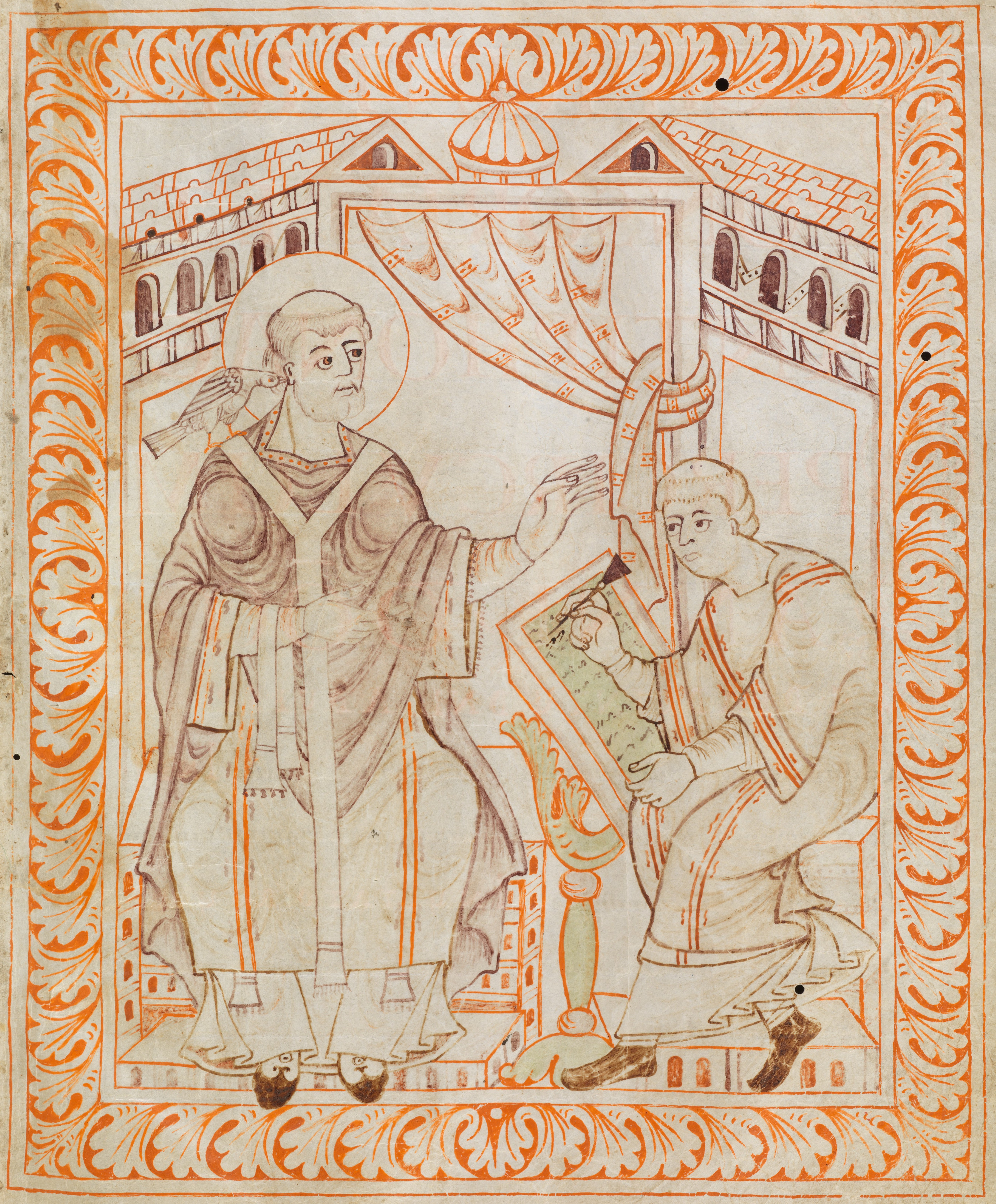
I. Gergely pápa a Szentlélek sugallatára diktálja a liturgia énekeit

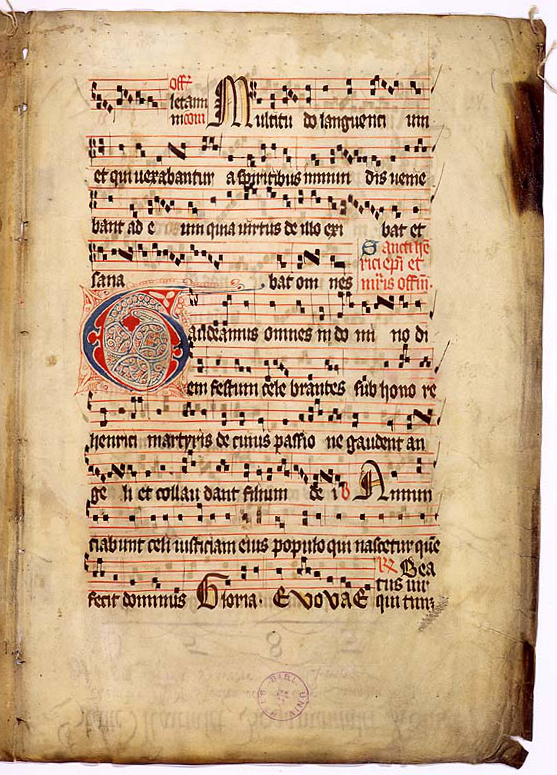
Graduale Aboense

A gregorián ének (cantus gregorianus, cantus planus, cantus choralis) egyházi egyszólamú, hangszerkíséret nélküli liturgikus kórus vagy szóló ének latin nyelven. Az adott szöveg szerkezetének megfelelően tagolódik. Kötetlen ritmusú és az abszolút hangmagasságot sem rögzíti. Dallamai lépcsőzetes felépítésűek vagy kis hangközlépésekkel mozognak, helyenkénti ugrásokkal.
A szillabikus (szótagoló) és a melizmatikus éneklési mód váltogatása teremt egyensúlyt benne. Többnyire kis hangterjedelmű.
Az időszámítás kezdete körüli kor mediterrán zenekultúrájából, mégpedig a görög himnuszokból és az ókori zsidók zsoltáraiból fejlődött ki három fázisú rendező-szerkesztő munka során:
- a 4. század második felében,
- a 7. század elején I. Gergely pápa indítására – innen a gregorián név
- a 8. század, a Karolingok idején.
- A 9. századtól az ún. neumák segítségével vált leírhatóvá.

A gregorián ének kialakulása több száz éves folyamat volt, de fontos része a VIII-IX. század, amikor már beszélhetünk az első kottás feljegyzésekről. A gregorián ének nem hirtelen a VIII-IX. században alakult ki, de korábbról nem találunk kottás dokumentumokat.

## Története

### A vértanúk kora (I-IV. század)

#### A liturgikus ének az ősegyházban
Az első keresztények a zsidó istentiszteleti hagyományokra és a környezetükben talált vallási szokásokra támaszkodva alkották meg a liturgikus énekeket. A hivatásos énekek már a jeruzsálemi templomi liturgiákban is szerepeltek, ez pedig azt sugallja, hogy a közösségi és a hivatásos jelleg már kezdettől fogva kiegészítette egymást. A liturgia határozta meg az énekes szerepét, hiszen más-más feladatot és más zenét kap a celebráns, a szolgálattevő, a közösség. Fontos szerepet kapott a kijelölt énekes, akit lektorpszalmistának nevezünk. Ő a felolvasás és a szólóének hivatásos művelője volt.

#### Mit énekeltek az ősegyházban?
A feljegyzések alapján a következő énekfajták alkották az első századok liturgiáját:
- A pap recitációja (imádság)
- A pap és a közösség párbeszéde
- A recitált olvasás
- A szóló-zsoltár a közösség refrénjével (responzoriális)
- A pszalmisták zsoltáréneke
- A szöveg nélküli éneklés (melizmatikus éneklés)

#### Hogyan énekeltek az ősegyházban?
Mivel ebben a korban még nem volt se kottaírás, se bármilyen központi előírás, ezért az éneklés rögtönzésen, improvizáción alapult. Néhány gyülekezet az egyforma vallási és zenei kultúra alapján fejlesztette ki a saját liturgikus énekeit. Általában kijelölték a rögtönzés módját, vagyis egy bizonyos tónust használt az énekes a szöveg liturgikus előadásához. Az énekes szabadon improvizálhatott a tónus határain belül. A zsoltárok esetében az énekes bemutatta a refrént, így a gyülekezet egyformán tudta ismételni. Az állandó részek énekei hamar rögzültek, mivel elhangzottak minden istentisztelet alatt.

### Az egyházatyák kora (IV-VII. század)

#### A liturgikus ének az őskeresztény bazilikában és kolostorokban
Az üldözések után a kereszténység kibontakozhatott a Római Birodalomban is. A liturgikus ének előrehaladására két intézmény volt hatással. A VI. századtól kezdődően elterjedt keleten, majd idővel nyugaton is a szerzetesség intézménye. Ez által létrejöttek olyan közösségek, melyek célja az Isten igazságain való elmélkedés és Isten énekes dicsérete.

#### Mit énekeltek?
- Kiépült vidékenként a recitatív tónusoknak a rendszere.
- Megjelentek a gazdagon kidolgozott recitatív szövegek, dallamtípusok.
- A liturgikus ének fő formájává vált az antifonális éneklés, vagyis a közös, váltogatott zsoltár-recitáció és az antifonák kombinációja.
- Kiépült az antifona-repertoár magva.
- Elkülönült egymástól a responzoriális és antifonális éneklés.
- Milánóban megjelent a latin rítus, és elterjedt a himnusz-éneklés.
- Ezzel kiteljesedett a zsolozsmaének műfaji tagoltsága.
- A scholák működésével összhangban a mise propriuma, a régi olvasmányközi énekek megtartása mellett, a három cselekménykísérő tétellel.
- Az alleluják melizmatikus éneklését az egész egyházi évre kiterjesztették.

#### Hogyan énekeltek?
Még mindig a szájhagyományos életmód keretei között, de előrehaladás mutatkozott a lerögzítése felé. Ennek két terepe volt: zenei és földrajzi. A szólóénekes maga döntötte el, hogy egy műfajon belül melyik tónust használja, és hogy rendezi a szöveget. A közösen éneklő csoportok a repertoár rögzítésére vágytak, és ezért három dologra volt szükség. Rögzíteni a szöveget amit kiválasztanak, és melyik pontjára választják a liturgiának. Aztán, hogy a kiválasztott szöveget melyik tónusra fogják énekelni. Majd végül hogy a tónus által adott lehetőségeket hogyan tudják összhangba hozni a szöveggel.
Földrajzi szempontból a stílus egységes volt az egész latin egyházban. Közös motívum anyagra volt szükség, illetve a repertoár rögzítése egyházi központok szintjén volt szükséges. Ez a rögzítés nem jelentett hangról hangra való lejegyzést, ezért éltek variánsok az egyházi tartományok között. A scholák megalakulása lehetővé tette, hogy a hagyományos anyagból, egyéni alakítású munkák szülessenek. Míg a régebbi formák a zsolozsmában maradtak fenn, a scholák működésének eredményei a mise propriumának kidolgozásában mutatkoztak.
Végül a római egyház kiépítette a proprium teljes rendjét. Korábban, csak néhány ünnep törte meg a per annum időt, a IV-VII. században, gyarapodott az ünnepek száma. A per annum időn belül, az volt a legfőbb gyakorlat, hogy szabadon vagy körforgásszerűen választottak darabokat egyes napokra. A korszak végére rögzült, hogy milyen liturgikus napon, mit kell énekelni a meghatározott tételek alkalmával. A proprium fixálás először is a misében történt, a zsolozsmában mindig nagyobb tér maradt a helyi döntéseknek.

### Európa megkeresztelésének kora (VII-XI. század)

#### A születő Európa liturgikus éneke
A népvándorlás során Európába érkezett és letelepedett sokféle pogány nép, és elkezdődött ezek misszionálása. Ebben a korban az istentiszteletet a vallási élet forrásának és csúcspontjának tekintették, és a liturgikus ének hatalmas területeken terjedt el. Ez mintája lett az új közösségek gyakorlatának is. Nagy Károly és utódjai, Európát úgy akarták összefogni egy egységes birodalommá, hogy annak liturgiája és liturgikus éneke is egységes legyen, vagyis Róma szokását kövesse. Ennek érdekében a frank birodalom papjai, lejegyezték és szerkesztették könyvvé a római rítusokat és énekeket, hogy ezek tanítása könnyebbé váljék Európa szerte. Így alakult ki a gregorián hangjegyírás és így lett egész Európa zenei anyanyelvévé. Ezeknek hatására alakultak meg az egyházi központok gazdag hálózata és a hozzá tartozó alközpontok saját iskoláikkal és énekes-scholákkal, melyek a liturgikus ének művelésének és gyarapításának voltak a helyszínei.

#### Mit énekeltek?
A pap, aki misszionálásra indult, csak egy liturgikus kódexet vitt magával, ami tartalmazta a mise és zsolozsma repertoárjának fő vonalait. A VIII. században a per annum időt, a temporale majdnem egészét és a sanctorale énekét illetően teljes volt az énekrepertoár. Ez volt a gregorián törzsanyag. Ezt a repertoárt később gyarapították, emellett új műfajok is váltak népszerűvé, melyek új alkotói tevékenységet indítottak el. Ebben az időben jött létre egy új stílusú gregorián. Az egyetemes törzsanyag szinte az egész latin világban elterjedt, viszont a gyarapodás és annak befogadása már helyi döntésektől függött. A gyarapodásra nagy segítséget jelentett a kottaírás használata és a nyolc tónus elmélete. A korszak vége felé indult meg a gregorián dallamok kétszólamú előadása.

#### Hogyan énekeltek?
A frank egyház kissé átszerkesztette a római liturgiát és a római éneket kissé meg is változtatta. Ennek következtében alakult ki a neumaírás. A római éneknek ezt az alakját hívják szorosabb értelemben gregoriánumnak. A neumaírás alkalmas volt a liturgikus repertoár rögzítésére, és – hogy emlékeztessen dallamára – nem zárta ki a hangvariánsok létét sem. A középkorban az egységes gregorián változatokban élt. A pentaton dialektusterület Európa közepét, míg a diaton dialektusterület a nyugati és déli részeit foglalta el, és ezeken belül számos dallamváltozat élt. A középkori gregoriánum tehát egy hierarchikus rendezettségben élt.

## A tónusok
| tónus    | alaphang | domináns | hangterjedelem | autentikus/plagális |
| 1. tónus | D        | A        | C-d            | autentikus          |
| 2. tónus | D        | F        | A-a            | plagális            |
| 3. tónus | E        | c        | D-e            | autentikus          |
| 4. tónus | E        | A        | C-c            | plagális            |
| 5. tónus | F        | c        | F-f            | autentikus          |
| 6. tónus | F        | A        | C-c            | plagális            |
| 7. tónus | G        | d        | F-g            | autentikus          |
| 8. tónus | G        | c        | C-d            | plagális            |

## Zenefájlok
- Pater nosterSchola Gregoriana kórus, Lengyelország, vezényel: Dariusz Szmolarek

Nem tudod lejátszani a fájlt?